# Lido di Classe
Lido di Classe è una località balneare, frazione del comune di Ravenna,  nella Riviera Romagnola. É posta fra la parte costiera della Pineta di Classe (a nord) e la foce del fiume Savio (a sud) a circa 20 km dal capoluogo di provincia. Il nome deriva dalla località di Classe, presso Ravenna, dove anticamente sorgeva un porto romano di grande importanza.

## Storia
Lo sviluppo urbano è iniziato intorno agli anni sessanta con la costruzione degli alberghi sul lungomare e delle prime villette private; l'area urbana si è estesa a sud fino a raggiungere il fiume Savio. La presenza turistica è stata favorita dalla costruzione di nuovi complessi residenziali e dalla ristrutturazione di numerosi alberghi, oltre che dalla vicinanza a centri turistici rinomati come Milano Marittima e Cervia e del parco di divertimenti Mirabilandia.

## Geografia urbana
Il piano originale prevedeva l'edificazione a ridosso della costa sia a nord che a sud dell'asse costituito da viale dei Lombardi e via Bering, perpendicolari al mare. Anche a causa dell'opposizione popolare negli anni sessanta, si sono realizzate solo le costruzioni a sud, comprese tra l'odierna via Bering ed il fiume Savio. L'area nord si può ulteriormente suddividere in due fasce: quella costiera, occupata dalla pineta e di proprietà del demanio; e quella immediatamente nell'entroterra, disboscata, di proprietà privata e residuo della mancata edificazione.
Dagli anni sessanta fino agli anni ottanta la fascia costiera è stata sempre più densamente edificata con gruppi di villette a schiera e palazzine non molto alte, con uno sviluppo stradale a scacchiera, così come previsto dal piano regolatore. 
Negli anni duemila, in modo speculare, è stata edificata la zona ad ovest di viale Amerigo Vespucci.  Si può pertanto parlare di zona vecchia (da viale dei Lombardi verso la costa) e di zona nuova del paese.

## Luoghi d'interesse
La spiaggia libera, coi suoi 4 km di estensione, si sviluppa a Nord dell'abitato fino alla foce del torrente Bevano ed è adiacente alla Pineta di Classe. La spiaggia si inserisce in parte all'interno della zona protetta della Riserva naturale Duna costiera ravennate e foce torrente Bevano (di 12,6 km²) per quanto riguarda la retrostante area dunale e l'area in prossimità della foce del torrente, che è anche Sito di interesse comunitario (SIC) e Zona di protezione speciale (ZPS) della Rete Natura 2000.

## Turismo e servizi
Gli stabilimenti balneari, che negli anni sessanta non raggiungevano la decina, oggi coprono ampiamente l'arenile. Esistono anche spiagge libere, incluso un piccolo tratto in cui è permesso portare i cani.
Sono attivi un cinema all'aperto, un parco giochi per ragazzi, due sale giochi e un centro sportivo con campi da tennis e calcetto e con mini-golf.
Ogni giovedì pomeriggio si svolge il mercato mentre il lunedì sera sul lungomare viene organizzato un mercatino di piccolo antiquariato e collezionismo che vede impegnati anche artisti locali che espongono le loro opere.
Nei mesi di luglio e agosto viene organizzato dal 2008 il «Festival Naturae», che promuove gli aspetti naturalistici e culturali della località, con escursioni naturalistiche e spettacoli.

## Cultura di massa
Lido di Classe è stato utilizzato come scenario nelle seguenti opere per il cinema e la tv:
Cinema
- 50 km all'ora - 2024, di Fabio De Luigi: riprese della stazione di Lido di Classe-Lido di Savio.

Televisione
- La ragazza dietro il bancone (serie) 2024, di Giacomo Campiotti: riprese della spiaggia libera di Lido di Classe.

## Infrastrutture e trasporti
La frazione è servita dalla stazione ferroviaria Lido di Classe-Lido di Savio sulla linea Ferrara-Ravenna-Rimini. 
Servizi regolari di autobus la collegano alle città vicine.
I collegamenti stradali principali sono, nelle vicinanze, la Strada statale Adriatica e l'autostrada A14 (casello di Ravenna).

## Galleria d'immagini

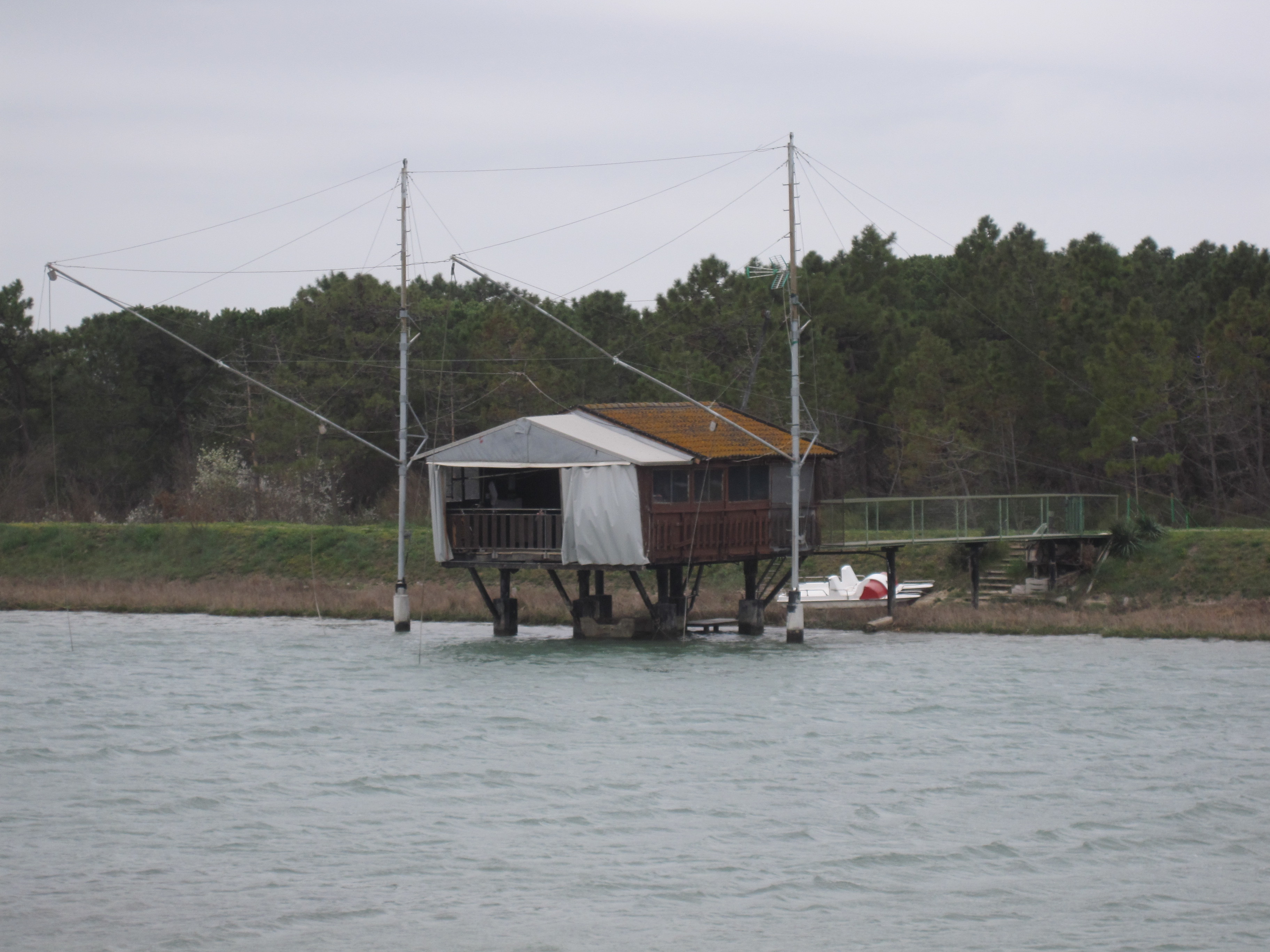
Capanno da pesca alla fine della pineta
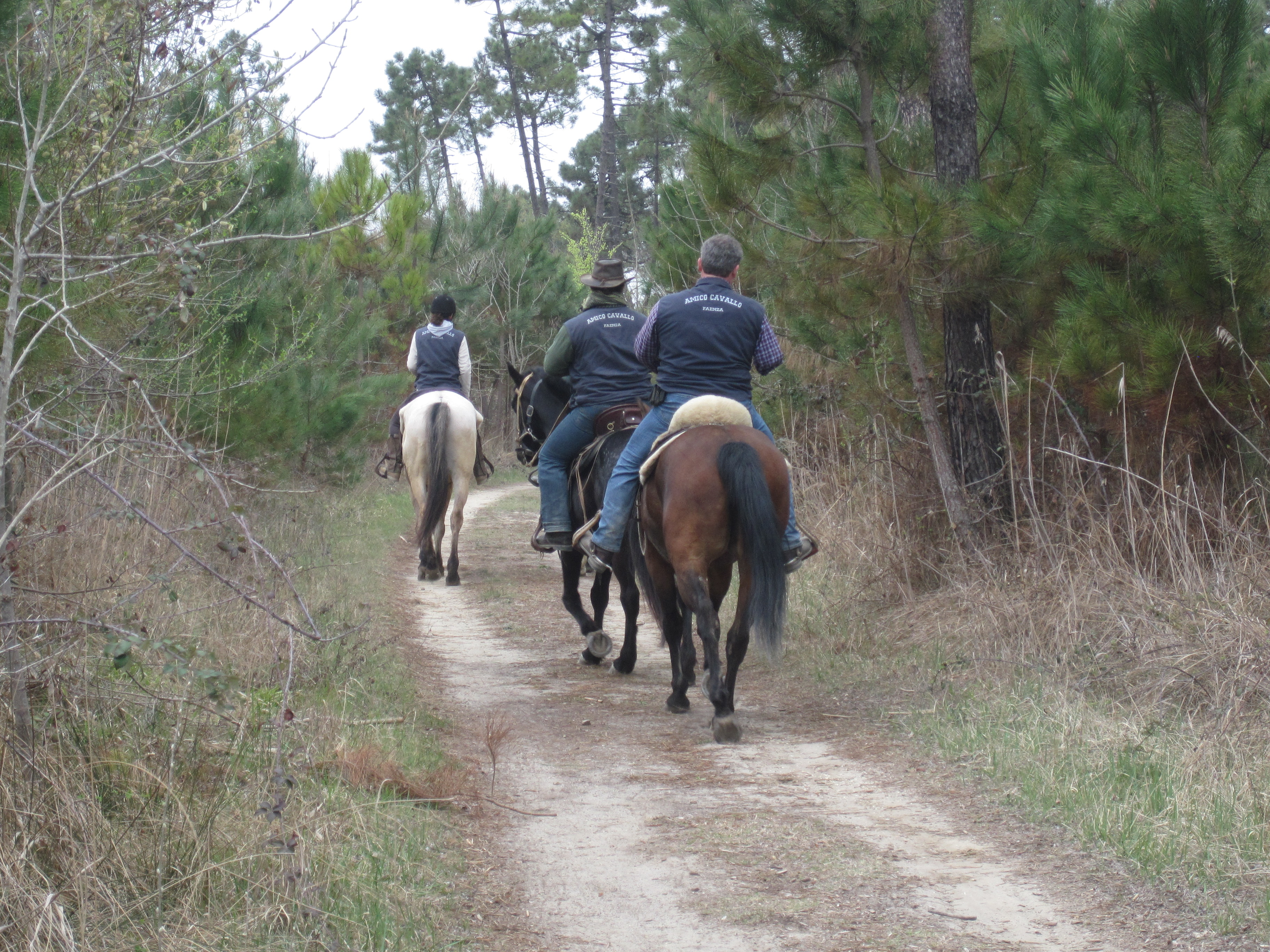
Passeggiata a cavallo in pineta
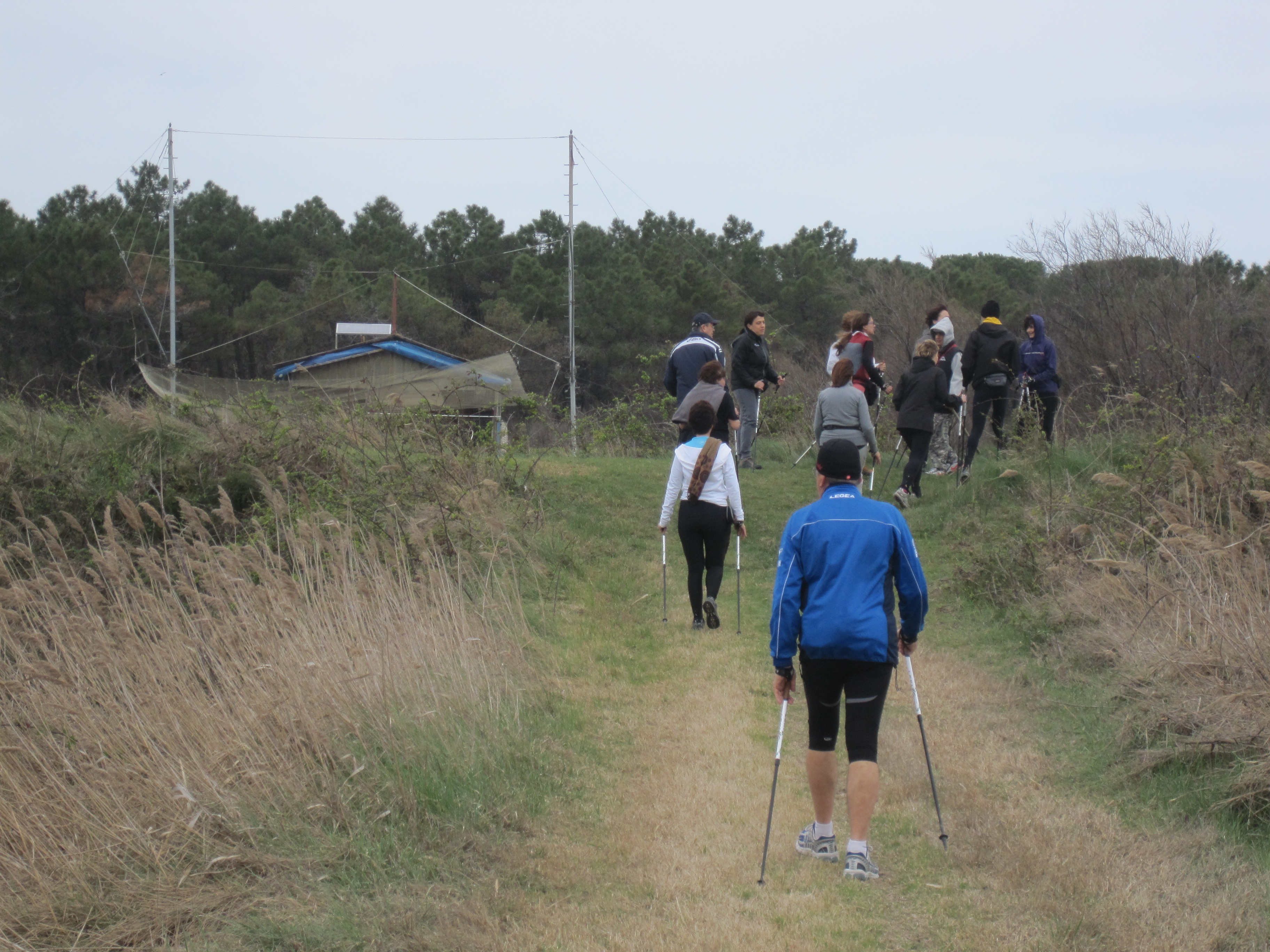
Passeggiata in pineta in Camminata nordica